# Alas
Alas je americká symphonic metalová skupina z Tampy.

## Členové

### Současní členové
- Martina Hornbacher – zpěv
- Scot Hornick – baskytara
- Erik Rutan – kytara
- Howard Davis – bicí a perkuse

### Bývalí členové
- Clayton Gore – bicí a perkuse
- Alex Webster – baskytara
- Jason Morgan – kytara

## Diskografie

### Dema
- Engulfed in Grief (1996)

### Studiová alba
- Absolute Purity (2001)